# Nijemci u Mađarskoj
Nijemci su jedna od nacionalnih manjina u Mađarskoj.
Prema mađarskim službenim statistikama, u Mađarskoj je 2001. živilo 120.344 Nijemca. Druga su po brojnosti nacionalna manjina u Mađarskoj.
52.912 stanovnika Mađarske govori njemački s članovima obitelji ili prijateljima, a 88.209 ima afinitet s kulturnim vrijednostima i tradicijama njemačkog naroda.